# Kungadömet Yeke
Kungariket Yeke var en historisk stat som låg i sydöstra delen av nuvarande Kongo-Kinshasa mellan 1856 och 1891. Det var tidvis ett vasallrike under Kungariket Kongo. Det inkorporerades i Kongostaten 1891.